# 毎日映画社
株式会社毎日映画社（まいにちえいがしゃ、英: Mainichi Productions, Inc.）は、日本の制作プロダクション。毎日新聞社が出資する日本BS放送（BS11）のニューススタジオを所有・管理している。
イカロス、テレビ朝日映像（VIVIA）、共同テレビジョン（共テレ）と並ぶ、ニュース映画制作会社を起源とする制作プロダクションの一角。

## 沿革
- 1908年（明治41年）‐ 大阪毎日新聞活動写真班を創設。「実写吉野山の桜」「実写東京大角力」などを巡回映写。
- 1920年（大正9年）‐ 第1回国勢調査に協力して事前宣伝映画を製作、各地を巡回。行政広報映画の第一号。
- 1921年（大正10年）- 皇太子裕仁親王（後の昭和天皇）御渡欧映画を製作、全国を巡回映写。
- 1923年（大正12年）- 関東大震災を全国に速報公開。
- 1932年（昭和7年）-「大毎・東日キネマニュース」としてアメリカRKO社と提携、ロサンゼルスオリンピックを速報。
- 1938年（昭和13年）- 映画部となり、ニュース映画のほか「世界航空発達の歴史」「苦悩するヨーロッパ」「炭焼く人々」「阿波の木偶」などの短編を次々と製作。
- 1940年（昭和15年）- 国策により各新聞社のニュース映画部門は社団法人日本映画社に統合される。
- 1945年（昭和20年）- 終戦とともに、日本映画ニュース社解散。混乱期の空白を経て、戦後の活動は昭和28年にはじまる。
- 1953年（昭和28年）- 毎日新聞社映画研究室がスタート。民放1号として開局した日本テレビで放送する「毎日新聞ニュース」の製作開始。
- 1955年（昭和30年）- 映画研究室を発展解消、毎日映画社創立。日活系劇場に「日活世界ニュース」を上映、TBSにも「毎日新聞ニュース」の放送開始。
- 1957年（昭和32年）- 長編記録映画「マナスルに立つ」を劇場公開。
- 1959年（昭和34年）
  - 日活との共同制作による記録映画「皇太子殿下　世紀の御成婚」を劇場公開。
  - 毎日放送との共同制作によるテレビ番組 「皇室アルバム」放送開始。
- 1960年（昭和35年）-「日活世界ニュース」を「毎日ニュース」に改題。
- 1963年（昭和38年）
  - 世界各地に取材班を特派。1964年東京オリンピックの前年にあたり「東京は招く」をTBSより放送。
  - 日露戦争から太平洋戦争までを記録フィルムで綴った長編ドキュメント「日本の戦争」を劇場公開。
- 1964年（昭和39年）- 東京オリンピック公式記録映画の製作に参画。
- 1970年（昭和45年）
  - 大阪万国博覧会公式記録映画の製作に参画。
  - テレビドキュメンタリー「青春」（テレビ東京）を製作するなど、ニュース報道に加えノンフィクション映像の分野にも実績を重ねる。
- 1972年（昭和47年）- 札幌冬季オリンピック公式記録映画の製作に参画。
- 1976年（昭和51年）- 映画「彫る棟方志功の世界」が毎日映画コンクール教育文化映画賞、ベルリン国際映画祭短編部門グランプリを受賞。
- 1982年（昭和57年）
  - 冒険家の植村直己に同行、南極越冬1年を記録したスペシャル番組を製作。
  - 東京都葛飾区のビデオ広報「テレワイド葛飾」を製作。自治体ビデオ広報のさきがけとなる。
- 1989年（平成元年）- 関西電力、社内向け広報番組「かんでんニュース」製作開始。
- 1993年（平成5年）-「毎日ニュース」がNo.1558を以って上映終了。
- 1998年（平成10年）- 下野新聞社などとの共同出資により、栃木県宇都宮市に株式会社下野テレビ映像を設立。
- 2002年（平成14年）- NHK-BS番組世界わが心の旅「ロンドン（百年ぶりに祖父の街へ）~マンガコラムニスト夏目房之介~」を製作。好評によりNHK地上波でも放送される。
- 2003年（平成15年）- 杉並区区議会のホームページ運用を受注。内閣府ホームページに動画配信を開始。ITソリューション分野へ進出。
- 2005年（平成17年）- モバイル向けサイト「ニュース映画館」配信開始。
- 2006年（平成18年）- 毎日映画社の全額出資によるMEG毎日映画社を設立。
- 2007年（平成19年）
  - 日本BS放送（BS11）の生放送ニュース番組の製作を受注。社内にニュースセンター（BS11ニュースセンター）と副調整室（サブ）を建設、BS11本社（千代田区）と主調整室（マスター）と光ケーブルで結び衛星放送を開始。
  - 都水道局3D（立体）映像「奥多摩の四季」を受注、社内スタッフで3D映像の製作を開始。
- 2008年（平成20年）‐ 3D映像、8作品を製作。
- 2009年（平成21年）
  - 防衛省自衛隊広報センター3Dコンテンツを受付、製作を開始。
  - 講談社・ 毎日放送と連携し「阪神タイガースオリジナルDVDブック猛虎列伝」（全50巻）の販売を開始（平成23年1月刊行終了）。
- 2010年（平成22年）- 小学館・毎日放送と連携、DVD付きマガジン「皇室の20世紀」（全40巻）を販売開始（平成23年10月刊行終了）。また、3D携帯電話のコンテンツ提供で大手家電メーカー、大手光学メーカーから新規受注。
- 2011年（平成23年）
  - （独） 国立高専機構、早稲田大学理工学術院、東北農政局などから新規受注。
  - 加賀象嵌 中川衛 美の世界ー新たな伝統を創るー 公益財団法人ポーラ伝統文化振興財団が映文連アワード2011<コーポレート・コミュニケーション部門>部門優秀賞、平成23年度優秀映像教材選奨 教養部門文部科学大臣賞（最優秀作品賞）を受賞。
  - 学校教科書改訂に伴い、東京書籍からデジタル教科書等を受注。
- 2012年（平成24年）
  - 「中央区戦災体験者の証言空襲篇』で、映文連アワード最優秀作品賞を受賞。
  - TBS報道局と連携し「世紀のご成婚」（35mmカラー）を完全リマスター化し放送。
- 2013年（平成25年）-「名塩雁皮紙－谷野剛惟のわざ－」「ハートのつながりを広げていきたい　かんでんエルハート」（文化庁工芸技術記録35mm）が映文連アワード特別表彰、優秀企画賞を受賞。
- 2015年（平成27年）- 本社を千代田区一ツ橋一丁目のパレスサイドビルから親会社の毎日新聞社が出資する日本BS放送（BS11）本社内に移転。福島市荒町に福島支局を開設。
- 2017年（平成29年）‐「小説家　吉村昭」と「竹工芸～藤沼昇のわざ～」が、平成29年度優秀映像教材選奨の優秀作品賞を受賞。
- 2018年（平成30年）-「皇室アルバム」の放送回数が3,000回を突破。以降も、民放最長寿番組の記録を更新中。
- 2019年（平成31年・令和元年）-「皇室アルバム」のアーカイブ映像や「皇太子殿下　世紀の御成婚」の映像を活用した写真集付きの映像ソフト『皇室アルバム 絆、そして祈り～昭和から平成 天皇ご一家の全記録～』を、完全受注制作品として発売。また、5月31日に毎日新聞グループホールディングスの完全子会社へ移行するとともに、スポニチクリエイツを完全子会社化[1]。同グループにおける映像コンテンツ事業の中核会社として、10月1日に福岡支社を開設。

## 所在地
- 本社  〒100-0003 東京都千代田区神田駿河台2丁目5番地 日本BS放送（BS11）内11・12F
- 大阪支社 〒530-0001 大阪市北区梅田3丁目4番5号 毎日新聞社内
- 福岡支社　〒814-0001 福岡市早良区百道浜1丁目3番70号　　　　　　　　　　　　　　　　　ザ・レジデンシャルスイート・福岡3805号
- 北海道支局  〒062-0934 札幌市豊平区平岸4条14丁目4−8−310
- 宇都宮支局  〒320-0032 宇都宮市昭和1丁目8番11号 下野新聞社内

## 事業
- テレビ番組の制作（特に日本BS放送、テレビ東京系のものが多い）
- 企業・団体の広報映画製作
- ニュース映画「毎日ニュース」のアーカイブ管理

### テレビ番組の代表例
東京本社
- 牧野裕のEnjoy Golf（千葉テレビ放送）
- 皇室アルバム（毎日放送）
- 報道ライブ インサイドOUT（BS11）

大阪支社
- 情熱大陸（毎日放送）
- よんチャンTV（毎日放送）
- GAORA各種番組（毎日放送系CS放送）

福岡支社
- まじもん!（RKB毎日放送）
- ももち浜ストア（テレビ西日本）
- 福岡NEWSファイル CUBE（テレビ西日本）
- 報道ワイド 記者のチカラ（テレビ西日本）

## 主な受賞作品

### 日本産業映画・ビデオコンクール
経済産業大臣賞
- 「危険物漏えいによる環境汚染をふせぐために」危険物保安技術協会
- 「花を咲かそう」関西電力
- 「京鹿の子絞」京都府
- 「未来をつくる・東芝セラミックスの挑戦」東芝セラミックス

文部大臣賞
- 「一枚の葉っぱ・小倉遊亀の世界」滋賀県教育委員会

経済団体連合会会長賞
- 「海よ　よみがえれ！」関西電力
- 「国際化って何だ」東京都豊島区
- 「壮大なあすへ・三菱油化の挑戦」三菱油化
- 「外海に築く・御坊発電所建設記録」関西電力

### 教育映画祭優秀映画教材選奨
最優秀作品賞（文部大臣賞）
- 「やさしさを明日へ・栃木をささえる看護婦さん」栃木県
- 「缶還る」東京都豊島区
- 「白山麓の焼畑」国立歴史民俗博物館
- 「国際化って何だ」東京都豊島区
- 「バイオテクノロジー・農業のあすが変わる」日本経済教育センター
- 「竹工芸・飯塚小玕齋」ポーラ伝統文化振興財団

### 科学技術映画祭
内閣総理大臣賞
- 「バイオテクノロジー・農業のあすが変わる」日本経済教育センター

科学技術庁長官賞
- 「21世紀にむけて・原子燃料サイクル確率」電気事業連合会
- 「術後癒着性イレウス」日本医科大学

### 日本紹介映画コンクール
最優秀賞
- 「日本の皇室」外務省
- 「宮殿」自主作品

### 日本映画技術賞
- 「白い大陸と男たち・20年目を迎えた南極観測」国立極地研究所

### 毎日映画コンクール
記録文化映画賞
- 「木挽」林以一　江東区教育委員会

教育文化映画賞
- 「彫る・棟方志功の世界」

### ブルーリボン賞
- 「日活世界ニュース　第204号」（国会空白の一週間）

### ベルリン国際映画祭
短編部門グランプリ（ゴールデンベアー賞）
- 「彫る・棟方志功の世界」

### ニューヨーク国際テレビ映画祭
芸術・音楽部門銀賞
- 「hands 手」モービル石油

## 関連会社
- MEG毎日映画社
- 下野テレビ映像
- スポニチクリエイツ